# Colydium slipinskii
Colydium slipinskii is een keversoort uit de familie somberkevers (Zopheridae). De wetenschappelijke naam van de soort werd in 1999 gepubliceerd door Wegrzynowicz.